# کندانگامووا
کندانگامووا (به لاتین: Kendangamuwa) یک منطقهٔ مسکونی در سری‌لانکا است که در استان مرکزی (سری‌لانکا) واقع شده‌است.